# Кризантема
„Кризантема“ је југословенски ТВ филм из 1959. године. Режирао га је Славољуб Стефановић Раваси, а сценарио је писао Маријан Матковић.

## Улоге
| Глумац             | Улога |
| ------------------ | ----- |
| Љубомир Ћипранић   |       |
| Радмило Ћурчић     |       |
| Иван Манојловић    |       |
| Јован Милићевић    |       |
| Васа Пантелић      |       |
| Страхиња Петровић  |       |
| Зоран Радмиловић   |       |
| Зоран Ристановић   |       |
| Милан Шевић        |       |
| Олга Спиридоновић  |       |
| Михајло Викторовић |       |
| Јовиша Војиновић   |       |